# Mistrovství světa v judu 2015 – muži – superlehká váha (-60 kg)
Zápasy v judu na XL. mistrovství světa v kategorii superlehkých vah mužů proběhly v Astaně, 24. srpna 2015.

## Finále
| finále         |               |
| -------------- | ------------- |
| Rustam Ibrajev | Jeldos Smetov |
| Jeldos Smetov  | Jeldos Smetov |

## Opravy / O bronz
Poražení čtvrtfinalisté se utkávají mezi sebou v opravách. Vítězové oprav následně vyzvou poražené semifinalisty v boji o bronzovou medaili.
| opravy             | o bronz            |             |
| ------------------ | ------------------ | ----------- |
| Felipe Kitadai     | Felipe Kitadai     | Toru Šišime |
| Čchö In-hjuk       | Felipe Kitadai     | Toru Šišime |
|                    | Toru Šišime        | Toru Šišime |
| Kim Won-čin        | Kim Won-čin        | Kim Won-čin |
| Dijarbek Urazbajev | Kim Won-čin        | Kim Won-čin |
|                    | Ganbatyn Boldbátar | Kim Won-čin |

## Pavouk
|   | 1/64                    | 1/32                   | 1/16                 | čtvrtfinále        | semifinále         | finále         |
| - | ----------------------- | ---------------------- | -------------------- | ------------------ | ------------------ | -------------- |
| A | volný los               | Ganbatyn Boldbátar     | Ganbatyn Boldbátar   | Ganbatyn Boldbátar | Ganbatyn Boldbátar | Rustam Ibrajev |
| A | volný los               | Ganbatyn Boldbátar     | Ganbatyn Boldbátar   | Ganbatyn Boldbátar | Ganbatyn Boldbátar | Rustam Ibrajev |
| A | Indrit Cullhaj          | Bekir Özlü             | Ganbatyn Boldbátar   | Ganbatyn Boldbátar | Ganbatyn Boldbátar | Rustam Ibrajev |
| A | Bekir Özlü              | Bekir Özlü             | Ganbatyn Boldbátar   | Ganbatyn Boldbátar | Ganbatyn Boldbátar | Rustam Ibrajev |
| A | Fradž Dvibi             | Mohamed El-Kavisa      | Tommy Aršansky       | Ganbatyn Boldbátar | Ganbatyn Boldbátar | Rustam Ibrajev |
| A | Mohamed El-Kavisa       | Mohamed El-Kavisa      | Tommy Aršansky       | Ganbatyn Boldbátar | Ganbatyn Boldbátar | Rustam Ibrajev |
| A | Tommy Aršansky          | Tommy Aršansky         | Tommy Aršansky       | Ganbatyn Boldbátar | Ganbatyn Boldbátar | Rustam Ibrajev |
| A | Nkululeko Sihlongonyane | Tommy Aršansky         | Tommy Aršansky       | Ganbatyn Boldbátar | Ganbatyn Boldbátar | Rustam Ibrajev |
| A | Vincent Limare          | Vincent Limare         | Vincent Limare       | Felipe Kitadai     | Ganbatyn Boldbátar | Rustam Ibrajev |
| A | Ovanes Davtjan          | Vincent Limare         | Vincent Limare       | Felipe Kitadai     | Ganbatyn Boldbátar | Rustam Ibrajev |
| A | Jacob Gnahoui           | Jacob Gnahoui          | Vincent Limare       | Felipe Kitadai     | Ganbatyn Boldbátar | Rustam Ibrajev |
| A | Michael Mwabi           | Jacob Gnahoui          | Vincent Limare       | Felipe Kitadai     | Ganbatyn Boldbátar | Rustam Ibrajev |
| A | Otar Bestajev           | Felipe Kitadai         | Felipe Kitadai       | Felipe Kitadai     | Ganbatyn Boldbátar | Rustam Ibrajev |
| A | Felipe Kitadai          | Felipe Kitadai         | Felipe Kitadai       | Felipe Kitadai     | Ganbatyn Boldbátar | Rustam Ibrajev |
| A | José Ramos              | José Ramos             | Felipe Kitadai       | Felipe Kitadai     | Ganbatyn Boldbátar | Rustam Ibrajev |
| A | Neuso Sigauque          | José Ramos             | Felipe Kitadai       | Felipe Kitadai     | Ganbatyn Boldbátar | Rustam Ibrajev |
| B | Šarafuddin Lutfillajev  | Šarafuddin Lutfillajev | Čchö In-hjuk         | Čchö In-hjuk       | Rustam Ibrajev     | Rustam Ibrajev |
| B | Simon Jakub             | Šarafuddin Lutfillajev | Čchö In-hjuk         | Čchö In-hjuk       | Rustam Ibrajev     | Rustam Ibrajev |
| B | Čchö In-hjuk            | Čchö In-hjuk           | Čchö In-hjuk         | Čchö In-hjuk       | Rustam Ibrajev     | Rustam Ibrajev |
| B | Joanis Papachristidis   | Čchö In-hjuk           | Čchö In-hjuk         | Čchö In-hjuk       | Rustam Ibrajev     | Rustam Ibrajev |
| B | An Ťien-čchi            | An Ťien-čchi           | An Ťien-čchi         | Čchö In-hjuk       | Rustam Ibrajev     | Rustam Ibrajev |
| B | Juan Postigos           | An Ťien-čchi           | An Ťien-čchi         | Čchö In-hjuk       | Rustam Ibrajev     | Rustam Ibrajev |
| B | Emmanuel Ndawu          | Arif Bagirov           | An Ťien-čchi         | Čchö In-hjuk       | Rustam Ibrajev     | Rustam Ibrajev |
| B | Arif Bagirov            | Arif Bagirov           | An Ťien-čchi         | Čchö In-hjuk       | Rustam Ibrajev     | Rustam Ibrajev |
| B | Amiran Papinašvili      | Amiran Papinašvili     | Amiran Papinašvili   | Rustam Ibrajev     | Rustam Ibrajev     | Rustam Ibrajev |
| B | Damien Ziad             | Amiran Papinašvili     | Amiran Papinašvili   | Rustam Ibrajev     | Rustam Ibrajev     | Rustam Ibrajev |
| B | Tom Schmit              | Jeroen Mooren          | Amiran Papinašvili   | Rustam Ibrajev     | Rustam Ibrajev     | Rustam Ibrajev |
| B | Jeroen Mooren           | Jeroen Mooren          | Amiran Papinašvili   | Rustam Ibrajev     | Rustam Ibrajev     | Rustam Ibrajev |
| B | Rustam Ibrajev          | Rustam Ibrajev         | Rustam Ibrajev       | Rustam Ibrajev     | Rustam Ibrajev     | Rustam Ibrajev |
| B | Janislav Gerčev         | Rustam Ibrajev         | Rustam Ibrajev       | Rustam Ibrajev     | Rustam Ibrajev     | Rustam Ibrajev |
| B | Janeiro Chan Ling       | Lenin Preciado         | Rustam Ibrajev       | Rustam Ibrajev     | Rustam Ibrajev     | Rustam Ibrajev |
| B | Lenin Preciado          | Lenin Preciado         | Rustam Ibrajev       | Rustam Ibrajev     | Rustam Ibrajev     | Rustam Ibrajev |
| C | volný los               | Kim Won-čin            | Kim Won-čin          | Kim Won-čin        | Toru Šišime        | Jeldos Smetov  |
| C | volný los               | Kim Won-čin            | Kim Won-čin          | Kim Won-čin        | Toru Šišime        | Jeldos Smetov  |
| C | Houmed Moktar           | Yandry Torres          | Kim Won-čin          | Kim Won-čin        | Toru Šišime        | Jeldos Smetov  |
| C | Yandry Torres           | Yandry Torres          | Kim Won-čin          | Kim Won-čin        | Toru Šišime        | Jeldos Smetov  |
| C | Pavel Petřikov ml.      | Pavel Petřikov ml.     | Cendočiryn Cogtbátar | Kim Won-čin        | Toru Šišime        | Jeldos Smetov  |
| C | Irodotos Kelpis         | Pavel Petřikov ml.     | Cendočiryn Cogtbátar | Kim Won-čin        | Toru Šišime        | Jeldos Smetov  |
| C | Cendočiryn Cogtbátar    | Cendočiryn Cogtbátar   | Cendočiryn Cogtbátar | Kim Won-čin        | Toru Šišime        | Jeldos Smetov  |
| C | Ludovic Chammartin      | Cendočiryn Cogtbátar   | Cendočiryn Cogtbátar | Kim Won-čin        | Toru Šišime        | Jeldos Smetov  |
| C | Toru Šišime             | Toru Šišime            | Toru Šišime          | Toru Šišime        | Toru Šišime        | Jeldos Smetov  |
| C | Mohamed Džafy           | Toru Šišime            | Toru Šišime          | Toru Šišime        | Toru Šišime        | Jeldos Smetov  |
| C | Caj Ming-jen            | Caj Ming-jen           | Toru Šišime          | Toru Šišime        | Toru Šišime        | Jeldos Smetov  |
| C | Yann Siccardi           | Caj Ming-jen           | Toru Šišime          | Toru Šišime        | Toru Šišime        | Jeldos Smetov  |
| C | Eric Takabatake         | Eric Takabatake        | Eric Takabatake      | Toru Šišime        | Toru Šišime        | Jeldos Smetov  |
| C | Li Chuej                | Eric Takabatake        | Eric Takabatake      | Toru Šišime        | Toru Šišime        | Jeldos Smetov  |
| C | Francisco Garrigos      | Francisco Garrigos     | Eric Takabatake      | Toru Šišime        | Toru Šišime        | Jeldos Smetov  |
| C | Ludwig Paischer         | Francisco Garrigos     | Eric Takabatake      | Toru Šišime        | Toru Šišime        | Jeldos Smetov  |
| D | volný los               | Beslan Mudranov        | Dijarbek Urazbajev   | Dijarbek Urazbajev | Jeldos Smetov      | Jeldos Smetov  |
| D | volný los               | Beslan Mudranov        | Dijarbek Urazbajev   | Dijarbek Urazbajev | Jeldos Smetov      | Jeldos Smetov  |
| D | Dijarbek Urazbajev      | Dijarbek Urazbajev     | Dijarbek Urazbajev   | Dijarbek Urazbajev | Jeldos Smetov      | Jeldos Smetov  |
| D | Ahmet Şahin Kaba        | Dijarbek Urazbajev     | Dijarbek Urazbajev   | Dijarbek Urazbajev | Jeldos Smetov      | Jeldos Smetov  |
| D | Aaron Kunihiro          | Aaron Kunihiro         | Aaron Kunihiro       | Dijarbek Urazbajev | Jeldos Smetov      | Jeldos Smetov  |
| D | Argen Bakytbekúlu       | Aaron Kunihiro         | Aaron Kunihiro       | Dijarbek Urazbajev | Jeldos Smetov      | Jeldos Smetov  |
| D | Jou Kin-ting            | Sergio Pessoa          | Aaron Kunihiro       | Dijarbek Urazbajev | Jeldos Smetov      | Jeldos Smetov  |
| D | Sergio Pessoa           | Sergio Pessoa          | Aaron Kunihiro       | Dijarbek Urazbajev | Jeldos Smetov      | Jeldos Smetov  |
| D | Jeldos Smetov           | Jeldos Smetov          | Jeldos Smetov        | Jeldos Smetov      | Jeldos Smetov      | Jeldos Smetov  |
| D | Juho Reinvall           | Jeldos Smetov          | Jeldos Smetov        | Jeldos Smetov      | Jeldos Smetov      | Jeldos Smetov  |
| D | Pascal Laurent          | Ejsa Madžraši          | Jeldos Smetov        | Jeldos Smetov      | Jeldos Smetov      | Jeldos Smetov  |
| D | Ejsa Madžraši           | Ejsa Madžraši          | Jeldos Smetov        | Jeldos Smetov      | Jeldos Smetov      | Jeldos Smetov  |
| D | Nabor Castillo          | Nabor Castillo         | Nabor Castillo       | Jeldos Smetov      | Jeldos Smetov      | Jeldos Smetov  |
| D | Ayubu Mugabo            | Nabor Castillo         | Nabor Castillo       | Jeldos Smetov      | Jeldos Smetov      | Jeldos Smetov  |
| D | Bernadin Tsala Tsala    | Nuno Carvalho          | Nabor Castillo       | Jeldos Smetov      | Jeldos Smetov      | Jeldos Smetov  |
| D | Nuno Carvalho           | Nuno Carvalho          | Nabor Castillo       | Jeldos Smetov      | Jeldos Smetov      | Jeldos Smetov  |